# جوليو برناردي
جوليو برناردي (بالإنجليزية: Giulio Bernardi)‏ (6 يوليو 1960 في الولايات المتحدة - ) هو لاعب كرة قدم أمريكي في مركز الهجوم. لعب مع Georgia Generals ‏ وHouston Dynamos ‏ وممفيس أمريكانز ‏ وPennsylvania Stoners ‏ وDallas Sidekicks (1984–2004) ‏.